# بی‌بی مبارکه یوسف‌زی
بی‌بی مبارکه یوسف‌زی همسر ظهیرالدین محمد بابُر بنیادگذار دودمان گورکانیان هند بود.
بی‌بی مبارکه دختر شاه‌منصور از بزرگان قبیله یوسف‌زَی دره سوات در شمال پیشاور بود و گفته می‌شود بابر با او ازدواج کرد تا بتواند از این راه پشتون‌های یوسف‌زی را با خود هم‌پیمان کند.
بابر به این هم‌پیمانی نیاز داشت زیرا گذرگاه حملات مکرر لشکر او به هندوستان از سوی شمال از منطقه یوسف‌زی‌ها می‌گذشت.
بی‌بی مبارکه از بابر یک دختر داشت و پسری از بابر به دنیا نیاورد.
پس از مرگ بابر، بی‌بی مبارکه پیکر شوهرش را از آگره تا کابل با فیل آورده و با تشریفات خاصی دفن کرد.
وی مدت سه ماه دیگر را با پسران خود در بالاحصار کابل که پایتخت گورکانیان بود، سپری کرد. سپس نزد برادر خود در دهلی رفته با برادر و دختر بابر تا مدت حیات خود با آن‌ها زندگی کرد.